# Дунилово (Вологодская область)
Дунилово — деревня в Никольском районе Вологодской области.
Входит в состав Завражского сельского поселения, с точки зрения административно-территориального деления — в Завражский сельсовет.
Расстояние по автодороге до районного центра Никольска — 38 км, до центра муниципального образования Завражья — 15 км. Ближайшие населённые пункты — Токовица, Куревино, Дуниловский.
По переписи 2002 года население — 68 человек (29 мужчин, 39 женщин). Всё население — русские.